# 로널드 오퍼스
로널드 오퍼스(Ronald Opus)는 투신 자살하려다가 타인이 실수로 쏜 총에 맞아 사망했다고 알려진 가상의 인물이다.
이 가상의 인물 이야기는 1987년 미국 법의학 학술대회에서 당시 회장이었던 돈 하퍼 밀스 (Don Harper Mills)가 학회의 만찬에서 한 이야기에서 비롯되었다. 밀스는 살인 사건에서 고려할 법적 요소를 사람들이 흥미를 가지고 생각하도록 이야기를 지어냈다고 밝혔다. 그는 사람들이 이 이야기를 실화로 생각하는 것에 약간 놀랐다고 밝혔다.
이 이야기는 미국에서 1994년 8월부터 인터넷을 통해 널리 퍼졌고, 그 이후로는 미국 밖에서도 인터넷뿐 아니라 TV 프로그램 및 영화에서 종종 인용된다. 가장 유명한 예는 폴 토머스 앤더슨 감독의 1999년 영화 《매그놀리아》인데, 여기서는 주인공의 이름이 시드니 배린저(Sydney Barringer)로 나온다.

## 내용
1994년 3월 23일, 산탄총에서 발사된 총알을 머리에 맞아 사망한 로널드 오퍼스의 시신이 발견되었다. 로널드는 자살하려는 의도로 십층 건물의 옥상에서 뛰어내렸으며, 자신의 처지를 비관하는 유서도 발견되었다. 그런데 옥상에서 뛰어내려 9층을 지날 때 창문을 뚫고 나온 총알에 맞아 즉사한 것이다. 이 건물에는 창문을 닦는 인부들을 위해 8층 높이에 안전망을 설치해놓고 있었는데, 자살을 시도한 사람이나 총을 쏜 사람이나 모두 이 사실을 모르고 있었다. 결국 로널드는 총을 맞지 않았다면 생명을 건질 수도 있었을 것이다. 만약 안전망이 없었다면 자살하려는 의도로 떨어지는 사람이 총에 맞았다고 하더라도 자살로 결론내릴 수 있었지만, 안전망 때문에 로널드의 자살 시도는 어떤 상황에서도 실현될 수 없었다. 그러므로 이 사건은 자살이 아닌 타살로 볼 수밖에 없었다.
조사 결과 총이 발사된 9층 방은 노부부의 소유였다. 부부싸움 도중 화가 난 남편이 총으로 부인을 위협하다가 총을 잘못 발사했고, 총알이 창문을 뚫고 나가 옥상에서 떨어지던 로널드를 맞힌 것이었다. 만약 A라는 사람이 B라는 사람을 죽이려다 실수로 C라는 사람을 죽이게 되면, A는 C에 대한 살인죄로 처벌을 받는다. 총을 쏜 남편은 살인죄로 처벌받을 처지였으나, 부부 모두 총이 장전된 사실을 모르고 있었다고 증언했다. 남편이 예전부터 장전되지 않은 총으로 부인을 여러 번 위협한 적이 있었다는 것이다. 이런 상황에서는 남편이 부인을 살해하려는 의도가 없었고 우연히 총이 장전된 것이므로, 그 상황에서 창문밖으로 떨어지는 사람을 쏜 것도 사고일 뿐이다.
그러나 그 노부부의 아들이 사고 6주전 총을 장전하는 것을 봤다는 목격자를 찾을 수 있었다. 노부부의 아들이 자신의 경제적 어려움을 도와주지 않는 어머니 (총으로 위협당한 부인)를 원망하여, 총으로 위협하는 아버지의 버릇을 고려하여 총알을 장전했다는 것이다. 이 경우 총을 장전한 아들은 어머니를 살해하려는 의도를 가지고 있었으므로, 아들이 살인죄로 처벌받게 된다. 의도와 달리 어머니가 사망하지 않았으나 당시 창문 밖으로 떨어지던 로널드의 사망에는 관여했기 때문이다.
그런데 놀랍게도 그 아들이 바로 로널드였다. 어머니를 살해하려는 자신의 의도가 실현되지 않는 상황에 절망한 그가 3월 23일 투신자살을 시도했는데 그 와중에 자신이 장전한 총에 맞아 사망한 것이다. 결국 이 사건은 자살로 결론 지어졌다.

## 대중문화에 끼친 영향
이 기이한 이야기는 여러 영화와 TV 프로그램에 실제 일어난 일이라며 자주 인용된다. 그러나 이 이야기는 앞서 설명한 바와 같이 실화가 아니며 미국 법의학회 회장이던 돈 하퍼 밀스가 지어낸 것이다.
- 폴 토머스 앤더슨 감독의 1999년 영화 《매그놀리아》의 도입부에 이 이야기가 인용된다. 그러나 영화에서는 세부적인 내용은 일부 변경했으며, 자살한 남자의 이름도 로널드 오퍼스 대신 시드니 배린저로 바꾸었다.
- 대한민국의 TV 프로그램 《서프라이즈》에 이 이야기가 실제 있었던 일로 방송한 적이 있다.
- 대한민국의 많은 블로그에서 1994년 3월 23일 미국 샌디에이고에서 실제로 일어난 일이라며 〈세상에서 가장 복잡한 자살 사건〉이라는 제목으로 이 사건을 인용하고 있다.